# DSFA Records
DSFA Records (zkratka pro Doesn't Stand For Anything) bylo nizozemské hudební vydavatelství založené ve Vlissingenu počátkem 90. let 20. století Anthony van den Bergem, mj. editorem magazínu Aardschok. Na vydaných nahrávkách používalo katalogové číslo se zkratkou DSFA.
V roce 1994 vyšel u DSFA kompilační výběr Paradise of the Underground.
V roce 1998 vydalo DSFA kompilační výběr svých kapel pojmenovaný DSFA: Book Seven. Každá kapela na něm měla jednu skladbu.

## Kapely
Přehled vydaných nahrávek (nekompletní):
- Acrostichon : Where Is Your God Now...?
- Callenish Circle : Graceful... Yet Forbidding
- Frozen Sun (NL) : Headtrips[4]
- Frozen Sun (NL) : Unspoken
- Gail of God: Fifth Angel[4]
- Orphanage : At the Mountains of Madness
- Orphanage : By Time Alone[2]
- Orphanage : Oblivion
- Perpetual Demise : Arctic
- Polluted Inheritance : Betrayed
- Silicon Head : Bash
- Trail Of Tears : Profoundemonium
- Trail Of Tears : Disclosure in Red
- Within Temptation : Mother Earth Tour
- Within Temptation : Our Farewell
- Within Temptation : Our Farewell (singl)
- Within Temptation : Enter
- Within Temptation : Ice Queen (singl)
- Within Temptation : Mother Earth (DVD)
- Within Temptation : Mother Earth (singl)
- Within Temptation : Restless
- Within Temptation : The Dance
- Within Temptation : Mother Earth (EP)